# Tchien-jang
Tchien-jang (čínsky pchin-jinem Tiányáng, znaky zjednodušené 田阳) je městský obvod v městské prefektuře Paj-se v autonomní oblasti Kuang-si v Čínské lidové republice. Má rozlohu 2395 km² a roku 2010 zde žilo 338 300 obyvatel. Člení se na sedm městysů (čen) a tři obce (siang).
Okres Tchien-jang vznikl roku 1935 sloučením okresů Feng-i (奉议) a En-jang (恩阳). Sídlo okresu bylo zprvu v městysu Na-pcho (那坡), roku 1954 bylo přemístěno do Tchien-čou.
Roku 2019 byl okres Tchien-jang reorganizován v městský obvod.